# Polyphonie
Polyphonie (altgriechisch πολύ polý, deutsch ‚viel‘ und φωνή phonḗ, deutsch ‚Stimme‘) oder Vielstimmigkeit bezeichnet verschiedene Arten der Mehrstimmigkeit in der Musik. Das Wort polyphonia erscheint in dieser Bedeutung erstmals um 1300, wird bis zum 18. Jahrhundert jedoch selten verwendet.
Im Deutschen wird häufig zwischen musikalischer Mehrstimmigkeit als allgemeinerem Phänomen und Polyphonie als Satztechnik (polyphoner Satz) in der europäischen Musik unterschieden, wohingegen das Englische den Begriff polyphony für beides, also in einer allgemeineren Bedeutung verwendet.

## Definition
Polyphonie bedeutet in der Musik die Selbstständigkeit und Unabhängigkeit der Stimmen eines Stückes. Vom Spätmittelalter bis zum 18. Jahrhundert entwickeln sich in Europa bestimmte Techniken der Polyphonie, die Ende des 18. Jahrhunderts zurücktraten, aber in der Musik des 20. Jahrhunderts teilweise neu belebt werden. Sie werden seit der Renaissance im Fach des Kontrapunkts gelehrt. Ein Lehrbuch-Ideal seit Gradus ad Parnassum (1725) von Johann Joseph Fux ist der sogenannte Palestrina-Stil als Gegenprinzip zu der von Jean-Philippe Rameau 1722 begründeten Harmonielehre.
Der Begriff Polyphonie wird als Abgrenzung zu anderen musikalischen Phänomenen gebraucht. Im Allgemeinen gibt es drei Unterscheidungen:

### Polyphonie – Homophonie
Polyphonie kann die Selbstständigkeit zusammenklingender Stimmen bezeichnen. Dann versteht man Polyphonie als Gegensatz zur Homophonie (dem mehrstimmigen, aber bloß akkordischen Musizieren). Wenn man auf einer Gitarre nur Akkorde spielt statt mehrerer selbstständiger Melodien, würde man in dieser Bedeutung des Wortes nicht polyphon spielen. Ähnlich ist es bei Registerklängen von Orgeln oder elektronischen Instrumenten: Beim Betätigen einer Taste erklingen zwar mehrere Stimmen, aber sie sind nicht selbstständig.
Polyphonie in diesem Sinn ist eine Form der Mehrstimmigkeit, bei der die einzelnen Stimmen im Wesentlichen gleichwertig sind. Dies wird erreicht, indem ein Komponist ihren Verlauf nach den Regeln des Kontrapunkts führt. Polyphone Musikstücke sind in ihrer inneren Struktur stark linear bzw. horizontal orientiert, d. h. die Unabhängigkeit der einzelnen Stimmen drückt sich darin aus, dass sie unterschiedliche Rhythmen, Tonhöhen- und Tondauerverläufe haben.

### Polyphonie – Monophonie
Im modernen (aber auch im spätmittelalterlichen) Sprachgebrauch kann Polyphonie einfach Mehrstimmigkeit bedeuten im Gegensatz zur Einstimmigkeit. Auf einer Gitarre kann man zum Beispiel mehrstimmig (Akkorde) oder einstimmig (Melodie) spielen. Ein elektronisches Musikinstrument (z. B. Synthesizer), das mehrere Töne gleichzeitig erzeugen kann, wird „polyphon“ genannt. Frühe Musikautomaten nannten sich Polyphon.
In der westlichen Musikgeschichte wird diese Unterscheidung betont, indem die Homophonie einen letzten Rest Polyphonie behält: Die Regeln der Harmonielehre, bei der Quintparallelen und Oktavparallelen ausgeschlossen sind, trennen streng den Mixturklang (bei dem mehrere Stimmen parallel verlaufen, zum Beispiel die Registerklänge der Orgel oder die spontanen „Barbershop harmonies“ beim Singen), vom Akkord, dessen zusammenhängende Komposition ein Wissen über alle Stimmverläufe voraussetzt, um die Illusion ihrer Selbständigkeit zu erzeugen. Auf diese Weise wird ein einstimmiges Musizieren mit angereichertem Obertonspektrum von einem mehrstimmigen unterschieden.

### Polyphonie – Heterophonie
Die Satztechnik der Polyphonie kann sich von Varianten der Heterophonie abgrenzen. Dies ist im Grunde ein Gegensatz zwischen schriftgebundener und schriftunabhängiger Mehrstimmigkeit. Eine komponierte Mehrstimmigkeit, die Parallelen und Dissonanzen nach bestimmten Regeln zulässt oder vermeidet, wird von einem relativ selbständigen, aber eher improvisatorischen Zusammenklingen von Stimmen abgegrenzt, wie es bei vielen außereuropäischen Kulturen, aber auch in der westlichen populären Musik üblich ist.

## Geschichte
Polyphonie als Mehrstimmigkeit in der westlichen, „abendländischen“ Tradition ist stets „graphogenetisch“, d. h. abhängig von der Schrift. Der Begriff ist für improvisierte und traditionsgebundene Mehrstimmigkeit kaum anwendbar. Er ist zudem stark von Lehrmeinungen des 19. Jahrhunderts geprägt, die von einer Unterscheidung zwischen Harmonielehre und Kontrapunkt ausgehen, was eine Übertragung auf frühere Zeiten problematisch macht.

### Ursprünge
Die schriftlich festgelegte Mehrstimmigkeit entwickelte sich in der europäischen Vokalmusik im Spätmittelalter. Sie steht im Zusammenhang mit dem Universalienproblem der Scholastik. Die so genannte Notre-Dame-Schule der Polyphonie befindet sich in der Zeit zwischen dem strengen Realismus von Wilhelm von Champeaux und der Gründung der Pariser Sorbonne. Im Verhältnis der Stimmen zueinander zeigt sich das Verhältnis des Einzelnen zum Allgemeinen, also vor allem des einzelnen Menschen zu einer Gesamtheit, sei das eine göttliche Weltordnung oder ein Staat. Häufig in polyphoner Vokalmusik sind Symbole der Dreifaltigkeit wie der harmonische Dreiklang oder das Tempus perfectum der Mensuralnotation.
Erste zweistimmige musikalische Aufzeichnungen im Zusammenhang mit Gregorianischem Gesang zeigen sich beim Organum seit dem 9. Jahrhundert. Vermutlich spiegeln sie anfänglich eine Praxis musikalischer Improvisation wider. Die Weiterentwicklung des Discantus im 12. Jahrhundert machte eine Notation des mehrstimmigen Klanggebildes nötig. Léonin und Pérotin sind als früheste Komponisten mehrstimmiger Musik bekannt.

### Renaissance und Barock
Die neuen Ausdrucksmöglichkeiten der Ars nova fördern im 14. Jahrhundert die Entstehung einer weltlichen, höfischen Vokalpolyphonie. In der Musik des 16. Jahrhunderts erreichte die Polyphonie einen Höhepunkt (vgl. Niederländische Polyphonie) und beherrschte die Musik der Renaissance. Von kirchlicher Seite kritisiert wurde sie mit dem Argument der fehlenden Textverständlichkeit. Nach einer unbelegten Hypothese rettete Giovanni Pierluigi Palestrina die Polyphonie vor einem päpstlichen Verbot mit seiner Missa Papae Marcelli, in welcher der Messetext leicht verständlich vertont wird. Um 1600 trat dem „Stimmengewirr“ der Polyphonie die Monodie gegenüber: Eine führende Melodie wurde einem Chor von Begleitstimmen vorangestellt.
Im Zeitalter des Absolutismus bildet sich die Polyphonie zurück (vgl. Barockmusik), was erst nachträglich wahrgenommen wurde. Jean-Philippe Rameau stellte fest, dass die Akkorde mittlerweile wichtiger waren als die individuellen Stimmen (Traité de l’harmonie, 1723), bezeichnete dies als „natürliches Prinzip“ und wurde deshalb stark angegriffen. Die Selbständigkeit der Stimmen, so hatte er bemerkt, war zur Illusion geworden.
Nun galt die zunehmend zurückgedrängte Imitation zwischen den Stimmen als Merkmal der Polyphonie. In dieser Spätzeit wurden schon länger existierende polyphone musikalische Formen wie die Fuge perfektioniert, vor allem von Johann Sebastian Bach.

### Klassik und Romantik
Allgemein ließ das Aufstreben der Instrumentalmusik die Polyphonie zurücktreten und begünstigte einen architektonischen Aufbau längerer musikalischer Sätze in periodischer Gliederung. Die Komposition von Fugen gehörte nach wie vor zur musikalischen Ausbildung, spielte in der Praxis aber nur noch eine untergeordnete Rolle. Daher bekam die Polyphonie den Anstrich des Gelehrten oder Esoterischen. Polyphone Passagen in Kompositionen seit der Wiener Klassik wirken oft wie historistische Zitate.
Die romantische Musik entdeckte die koloristische, nicht strukturell gehörte Wirkung der Polyphonie. Richard Wagner hat zur Überwindung der musikalischen Periodik eine Art akkordische Polyphonie entwickelt, bei der sich die einzelne Stimme im Gesamtklang auflöst. Damit steigerte er sowohl die Unselbständigkeit der einzelnen Stimme als auch den Schein ihrer Selbständigkeit, was er mit sozialpolitischen Ideen wie der Institution der Genossenschaft begründete: Der gemeinsame längere Atem der Ausführenden ermöglicht eine „unendliche Melodie“.

### 20. Jahrhundert
Viele Komponisten des 20. Jahrhunderts, etwa Arnold Schönberg, haben sich gegen diese Art Gemeinschaftserlebnis aufgelehnt und ältere Vorstellungen von Polyphonie, verbunden mit einer neuen Behandlung der Dissonanzen, wieder aufleben lassen.